# Plan Regulador Metropolitano (Chile)
El Plan Regulador Metropolitano es un instrumento de planificación que orienta, fomenta y regula el desarrollo urbanístico del territorio, en especial de sus centros poblados y sus sistemas de espacios públicos.

## En Santiago de Chile
El Plan Regulador Metropolitano de Santiago de Chile o PRMS surgió como una iniciativa del Ministerio de la Vivienda y Planificación Urbana (actual MINVU) con el propósito de establecer una normativa nueva para responder a la compleja y deteriorada situación de la Región Metropolitana de Santiago en lo relativo a la integración social, a su identidad, a su función y a su estructura urbana.
El plan inicial se aprobó en noviembre de 1994, conlleva el tratamiento unitario del problema territorial que va más allá del campo comunitario. Además, intenta generar una propuesta amplia e integradora donde los diferentes actores del desarrollo sean capaces de converger y participar en armonía y actuar de una forma responsable en sus respectivos espacios por el bienestar público.
Con 17 votos a favor y ocho en contra y una abstención luego de cuatro años de debate, el 30 de marzo de 2011 el Gobierno Regional de turno aprobó la modificación del Plan Regulador Metropolitano, que permitirá que Santiago crezca en 10 000 hectáreas.

### Historia
Desde los años cincuenta, Chile ―así como otros países de América Latina―, ha experimentado un importante crecimiento de la población, junto a un proceso de urbanización de crecimiento exponencial como resultado de las migraciones desde las zonas rurales hacia la ciudad. En la actualidad, el 86,6 % de la población chilena es urbana, el 46 % de esta población está concentrada en la ciudad de Santiago (con 6 millones de habitantes aproximadamente).
La ciudad de Santiago se destacaba hasta ahora por su creciente extensión, donde se hacía patente la falta de modelos de crecimiento compacto y una negligencia generalizada hacia el factor de la densidad. En la actualidad, el promedio de densidad de Santiago es de 100 habitantes por hectárea, uno de los más bajos del mundo.
El estilo de crecimiento que la ciudad de Santiago ha seguido durante las últimas décadas, ha sido el resultado de la falta de normativa para la intervención del sector privado y, de la falta de un planteamiento sostenible a medio y largo plazo. La enorme extensión de la ciudad se originó principalmente a partir de 1979, cuando la óptima distribución de los recursos y el tamaño de la ciudad se movió según las fuerzas del mercado.
Este crecimiento en extensión se volvió ineficaz estructuralmente: se utilizaron grandes cantidades del mejor terreno de cultivo, y las áreas centrales y pericentrales de las ciudad quedaron escasamente pobladas, con importantes dotaciones de infraestructura que sufrían un deterioro creciente.
Se estaba modelando también una segregación espacial, social y funcional que se expresaba por el deterioro de las condiciones de vida de la mayoría de sus habitantes: los grupos de pocos recursos tenían pocas posibilidades de elegir la ubicación de su residencia y no generaban inversiones importantes en infraestructura o urbanización.
El efecto más inmediato de la falta de infraestructuras y planificación urbana es, actualmente, el alto coste y el tiempo que se pierde en el transporte en muchos grupos de población. La falta de servicios y de equipamientos urbanos próximos a las viviendas las han apartado de las actividades sociales, recreativas y culturales, que son tan necesarias para una formación integral.
La encuesta de origen y destino de transporte mostraba que en la ciudad de Santiago se realizaban 8 millones de desplazamientos diarios, de los que un tercio se realizaban por razones de trabajo y que otro tercio se hacía por razones de educación; esto debido a la extensión y la disfuncional ubicación de las viviendas en relación con las actividades.
Por otro lado, el número de viajes ha generado altos índices de contaminación ambiental por una combinación de ineficacia de los transportes públicos, no aptos para las condiciones del entorno, y un creciente y desproporcionado uso de los vehículos privados para las calles existentes y la inadecuación de las mismas para estos propósitos (3.000 kilómetros de calzadas están sin pavimentar).
Todo lo expuesto anteriormente ha creado serios problemas urbanos y de vivienda que han comenzado a producir situaciones críticas que ponen en cuestión el papel esencial de Santiago en el desarrollo del país. En 1990, el Ministerio de la Vivienda y la Planificación Urbana se enfrentó al reto de elaborar un nuevo Plan de Regulación Intercomunal para reemplazar al que estaba vigente hasta ese momento, aprobado en 1960, y que debido a sus muchas modificaciones como resultado de las diferentes políticas, era un documento de difícil comprensión y aplicación. La nueva regulación tenía que corresponderse con la compleja y deteriorada situación de la Región Metropolitana de Santiago en relación con la integración social, a su identidad, a su funcionamiento y a su estructura urbana.
Este Plan, válido desde noviembre de 1994, plantea un tratamiento unitario para los problemas territoriales, que van más allá del campo comunal e intenta generar una propuesta amplia e integral, donde los diferentes actores puedan converger y participar en armonía y ocuparse responsablemente de sus respectivos espacios en función del bienestar público.
El Plan Regulador Metropolitano es el resultado de un diagnóstico participativo de las entidades públicas y privadas, que han contribuido con puntos de vista específicos, permitiendo de esta manera un escenario de planificación comprometido para:
- Elevar las condiciones de vida de los residentes de Santiago.
- Promover orientaciones tendentes a reducir el proceso de segregación social y de desigualdad.
- Mejorar o aliviar los impactos negativos del desarrollo urbano en el medio ambiente.
- Constituir una contribución especial para los objetivos del gobierno, para conseguir un orden urbano óptimo.

### La Región Metropolitana
El contexto territorial donde se sitúa el Plan Metropolitano es el grupo de provincias y comunidades que se sitúan en la Región Metropolitana de Santiago. Su superficie es aproximadamente de 15 660 kilómetros cuadrados (2,13 % del país) de los cuales cerca del 85 % corresponden a zonas montañosas y el otro 15 % al valle de la cuenca hidrográfica del río Maipo.
En este valle se sitúa la más sofisticada agricultura que produce un importante beneficio para el país, y que tiene que competir con la ciudad en la ocupación del suelo de la mayor calidad agrícola de cultivo. La ciudad ha crecido continuamente en detrimento de la capacidad de cultivo del terreno.
Además, este territorio tiene unas peculiaridades como medio natural que limitan el uso del suelo para actividades urbanas o rurales. En realidad, el carácter de las zonas de inundación debido a la inmersión de avenidas de cursos naturales o a elevaciones del nivel freático o de zonas propensas a las inundaciones o a los accidentes geológicos, reduce o elimina su aptitud para el desarrollo urbano.
Con esta perspectiva, el suelo que no tiene ninguna limitación es un recurso escaso que es necesario administrar con prudencia. A tal efecto, se han establecido algunas líneas estratégicas:
- Establecer los límites máximos de crecimiento urbano, determinando qué suelo se puede urbanizar; esto requiere la existencia de una normativa para proteger el suelo agrícola o para reducir los riesgos de un asentamiento residencial.
- Elevar las densidades urbanas y limitar el crecimiento en extensión de las ciudades.
- Asegurar una accesibilidad equitativa para el uso del territorio y sus oportunidades.
- Mejorar las condiciones de vida de los residentes y, en consecuencia, las condiciones del medio ambiente.

### Ciudad
La imagen de una ciudad extensa, monocéntrica, congestionada, segregada, ineficaz, y ambientalmente deteriorada hizo necesario estudiar y determinar una normativa relativa a:
- La extensión, que está determinando los límites.
- La intensidad de ocupación de suelo de la ciudad.
- La división por zonas de las actividades urbanas, sean residenciales, de servicios, productivas, de relación u otras.
- La relación con el campo, la región y los sectores más importantes en la ciudad.

De esta forma, el territorio urbanizable se reduce, permitiendo que los suelos reciban altas densidades de población, aliviando la presión de la urbanización en aquellos suelos con una aptitud agroproductiva alta.
El plan ofrece muchas oportunidades para el desarrollo de los territorios comunales interconectados, ofreciendo un marco normativo destinado a armonizar las necesidades de desarrollo con la protección del bienestar público. Esto se tiene que hacer con una visión global, centrada en la gente y en la optimización de los recursos, que haga la estructura urbana eficaz y funcional y, que se dirija siempre a alcanzar una humanización progresiva del Santiago Metropolitano.

### Construcción de Viales y Transporte
Este aspecto se trata racionalizando la infraestructura de la accesibilidad interna y externa de la ciudad, por medio de sistemas de viales regionales, metropolitanos e intercomunales. Estos sistemas crean y aseguran una red de relaciones que garantizan el libre desplazamiento de personas y de bienes.
De la misma forma, el Plan establece los conceptos esenciales que indican las orientaciones de desarrollos futuros. Las principal novedad en este aspecto es la demanda de tener en cuenta la viabilidad de las calles en los proyectos de urbanización y de servicios y el considerar otra significación urbana, con el propósito de mantener y desarrollar la capacidad de las infraestructuras para las calzadas, las aceras y las avenidas.

### Actividades Productivas
La determinación de estas áreas tiene también un objetivo de desarrollo puesto que se localizan no sólo con un criterio funcional, sino también tendiendo a generar puestos de trabajo en la periferia, cerca de las zonas donde viven los trabajadores. Haciendo esto, se espera que se reduzca el exceso de desplazamientos en términos de distancia y de gasto de tiempo, de transporte y otros.
El Plan incluye además una política de recuperación de suelo usado en actividades de extracción y, al mismo tiempo, promueve el uso del suelo árido que procede de las cuencas naturales de los ríos.

### Subcentros de Servicios Metropolitanos
La excesiva extensión urbana ha provocado procesos de deterioro, no sólo para el medio ambiente, sino también para la vida cultural y espiritual; este proceso está falto de elementos positivos para facilitar la identificación de las gentes y de sus comunidades. Por el contrario, la expansión indiscriminada ha producido nocivas caracterizaciones de las áreas, los vecindarios, los barrios y las comunas, que devalúan el suelo, desplazan las inversiones y, este quizás sea el aspecto más serio, que se crean arquetipos negativos sobre sus habitantes.
En este sentido, el Plan propone un sistema de siete puntos estratégicos llamados Subcentros de Servicios Metropolitanos dirigidos tanto a reunir servicios como a formar una red de descentralización de servicios aproximándolos a los usuarios.

### Zonas Verdes
El objetivo del Plan Metropolitano es constituir un sistema de mejora de la calidad ambiental de la ciudad teniendo en cuenta los espacios recreativos, los culturales, la estética y la higiene, pero también mediante la creación de espacios de reunión e hitos urbanos que puedan generar elementos fuertes de identificación en la comunidad.
Tal sistema tiene en cuenta los parques, las plazas públicas, y los centros deportivos para los cuales se han integrado áreas de conservación del entorno natural y también aquellas con unos alrededores de valor natural.

### Limitaciones al Desarrollo Urbano
El Plan Metropolitano considera limitaciones al uso del suelo debido a:
- Los riesgos a los que se exponen las personas, que provienen de espacios naturales (diluvios, inundaciones) o de los de intervención humana (aeropuertos, instalaciones peligrosas).
- Protección de las infraestructuras (líneas de ferrocarril, cables de alta tensión, reactores nucleares).
- Conservación de la ecología (áreas montañosas, recursos hídricos).
- Estrategia (para preservar a los terrenos agrícolas de las actitudes expansivas).[2]

### Plan Regulador Metropolitano 2011
El año 2008 el MINVU presentó para su tramitación y aprobación un proyecto que modificaba el PMRS vigente la cual fue discutida en julio del 2010 en el Consejo Regional (CORE) de la época, la que resolvió rechazarlo.

#### Por qué se rechazó
Esta iniciativa se tramitó durante 3 años y medio, oportunidad donde pasó por distintas etapas, incluida las consultas a los municipios y entre los argumentos entregados por los consejeros que desaprobaron el proyecto, se cuestionó que el PRMS garantizaba sólo 8 por ciento para viviendas sociales en los proyectos que se construirían en la zona de extensión, señalando que el mínimo debía ser de 20 %. Además explicaron, que la expansión del radio urbano podría favorecer a grandes proyectos inmobiliarios y no necesariamente beneficiar la construcción de viviendas sociales.

#### Aprobación 2011
Con 17 votos a favor y ocho en contra, luego de cuatro años de debate, el 30 de marzo de 2011 el Gobierno Regional aprobó el Plan Regulador Metropolitano, que permitirá que Santiago crezca en 10 000 hectáreas.
De ese total de hectáreas nuevas, el 60 % está destinado para viviendas y un 25 % para áreas verdes, lo que significa que el área urbana, que hoy alcanza 75.000 hectáreas, podrá albergar en estos terrenos a 1.600.000 habitantes, que serán los que incrementarán la población de la capital en 20 años más.
Las ocho comunas integradas en este proyecto son Renca, Cerro Navia, La Pintana, Puente Alto, Quilicura, Pudahuel, Maipú y San Bernardo y según el intendente de la Región Metropolitana en ese momento, Fernando Echeverría, el propósito del instrumento es hacer frente a la demanda por viviendas, vialidad, áreas verdes y servicios que tendrá la ciudad a futuro.

#### Controversia
Los puntos más discutidos sobre el plan, van en la línea de las exigencias que requiere cualquier proyecto inmobiliario para instalarse en la extensión territorial. Tales son, que se destinará un 8 % del nuevo suelo a la edificación de viviendas sociales y un 25 % para áreas verdes.
Respecto al primer punto, el gobierno recalcó que esta medida beneficiará a 200 000 familias de la capital que aún no cuentan con su casa propia y que podrán optar a viviendas sociales.
Por otra parte expertos señalan que con esta medida no se resuelve el problema de la escasez de suelos para soluciones habitacionales, puesto que "sólo el 8 % de las 10 000 hectáreas que se agregan estarán destinadas a viviendas sociales, lo cual es insuficiente para el déficit habitacional".
En tanto que respecto a las zonas verdes la ministra Matte del MINVU destacó el aumento de áreas verdes que conlleva este proyecto, puesto que según sus dichos "la diferencia de terreno que tiene el sector oriente con el sector sur es francamente vergonzoso y eso lo vamos a cambiar".
Sin embargo otras visiones destacan que las nuevas urbanizaciones ocuparán espacios que hoy tienen cultivos agrícolas, pastizales, matorrales; esta cubierta vegetal será reemplazada por vialidad y viviendas, desapareciendo con ello los servicios ambientales que presta la vegetación principalmente la infiltración de aguas lluvia y regulación térmica. Eso implica mayores riesgos de inundación por aguas lluvia e incremento de las temperaturas urbanas.
La construcción de áreas verdes caducan luego de cinco años, es decir; si no se inicia su construcción en cinco años, dejarán de ser áreas verdes y se podrán urbanizar.